# 羅伯·韋伯
羅伯·韋伯（英語：Rob Webber；1986年8月1日—）是一位英格蘭橄欖球運動員。他是英格蘭國家橄欖球隊的一員，代表英格蘭參加了2015年世界盃橄欖球賽。